# Micardia argentoidea
Micardia argentoidea är en fjärilsart som beskrevs av Emilio Berio 1954. Micardia argentoidea ingår i släktet Micardia och familjen nattflyn. Inga underarter finns listade i Catalogue of Life.